# Cinquième bataille de l'Isonzo
Première Guerre mondiale
Batailles
- Première bataille
- Deuxième bataille
- Troisième bataille
- Quatrième bataille
- Cinquième bataille
- Sixième bataille
- Septième bataille
- Huitième bataille
- Neuvième bataille
- Dixième bataille
- Onzième bataille
- Douzième bataille

La cinquième bataille de l'Isonzo est une opération de la Première Guerre mondiale, sur le front italien. Elle a lieu en mars 1916.
Les Italiens lancent la cinquième bataille sur les rives de l'Isonzo. L'offensive contre les Austro-Hongrois est en partie destinée à soulager un peu les Français à Verdun. L'attaque italienne est entravée par le mauvais temps et le manque d'artillerie. Les deux camps gagnent ou perdent peu de terrain et les combats dans le secteur s'épuisent à la fin du mois.